# Nicolas Economou
Nicolas Economou (griechisch Νικόλας Οικονόμου, * 11. August 1953 in Nikosia; † 29. Dezember 1993 bei Nikosia) war ein zypriotischer Pianist, Komponist und Dirigent.

## Leben und Schaffen
Economou gewann im Dezember 1964 den 1. Preis beim Panhellenischen Klavierwettbewerb „Keti Papaioannou“ des Athener Konservatoriums und studierte ab 1965 im Moskauer Tschaikowsky-Konservatorium Klavier und Komposition, letzteres 1971/72 bei Wladislaw Solotarjow. 1970, mit 16 Jahren, nahm er am renommierten Tschaikowsky-Wettbewerb teil, konnte aber keinen Preis gewinnen. 1972 übersiedelte er nach Düsseldorf, wo er seine Kompositionsstudien bei Wilhelm Killmayer fortsetzte. Später ließ er sich in München nieder.
In den folgenden Jahren konzertierte er als Solist wie auch mit Orchester in zahlreichen Ländern Europas sowie in den USA, in Kanada, Japan und Israel, ebenso im Duo mit Pianistenkollegen wie Martha Argerich, Rodion Schtschedrin, Swjatoslaw Richter, Michel Béroff und Chick Corea.
Als Komponist trat er vor allem mit Filmmusik hervor, darunter zu zwei Filmen von Margarethe von Trotta: Rosa Luxemburg und Die bleierne Zeit. Bekannt wurden auch die Children Studies und die Sonata for Chick, die Chick Corea gewidmet ist. Außerdem arrangierte er für Martha Argerich und sich selbst Peter Tschaikowskys Nussknacker-Suite für zwei Klaviere und widmete die Bearbeitung seiner Tochter Semele und Martha Argerichs Tochter Stephanie. Die beiden Pianisten spielten die brillante Bearbeitung, die in der Presse viel gelobt wurde, auch für Deutsche Grammophon ein. Antonio Vivaldis Die vier Jahreszeiten arrangierte er für vier Klaviere.
1979 erhielt er den Förderpreis der Landeshauptstadt München für Interpretierende Kunst, 1981 gehörte er zu den Begründern des Münchner Klaviersommers. 
1991 ehrte ihn Zypern mit dem Tefkros Anthias und Theo Pierides Award. 1992 wurde er in die Europäische Akademie der Wissenschaften und Künste aufgenommen.
Economou war mit vielen Musikern befreundet, aber auch mit anderen bedeutenden Persönlichkeiten des Kulturlebens, darunter Friedrich Dürrenmatt, Arthur Miller, Maja Plissezkaja, Maximilian und Maria Schell, Volker Schlöndorff und Margarethe von Trotta sowie mit den beiden griechischen Komponisten Solon Michaelides und Manos Hadjidakis.
Er starb im Alter von 40 Jahren bei einem nächtlichen Autounfall, als er von einem Musikstudio in Nikosia zu seinem Elternhaus in Limassol zurückkehren wollte. Er hatte dort mit seinem Komponistenkollegen Savvas Savva an seiner Rockoper The Tower gearbeitet, die unvollendet blieb.

## Familie
Economou war 1976 bis 1990 mit der griechisch-amerikanischen Künstlerin Maritsa Tsirigos verheiratet. Der Ehe entstammt die 1976 geborene Schauspielerin und Sängerin Semeli Economou.

## Diskografie (Auswahl)
- On Two Pianos, mit Chick Corea – Deutsche Grammophon, 1982
- Peter Tschaikowsky, Nussknacker-Suite und Sergej Rachmaninow, Sinfonische Tänze op. 45, mit Martha Argerich – Deutsche Grammophon, 1990
- L’Art de de Nicolas Economou, 7 CDs – Suoni E Colori, 2003

## Filmographie
- Friedrich Gulda & Friends, Konzertmitschnitt vom Münchner Klaviersommer 1982 mit Herbie Hancock, Nicolas Economou, Friedrich Gulda und Chick Corea –  Arthaus, 2013 (2 DVDs)
- Klaus Voswinckel, Kreisleriana, Porträt von Nicolas Economou, das alle Facetten seines Schaffens zeigt, 60 Min. – Bayerischer Rundfunk, 1983